# Melothria dulcis
Melothria dulcis är en gurkväxtart som beskrevs av R.P. Wunderlin. Melothria dulcis ingår i släktet Melothria och familjen gurkväxter. Inga underarter finns listade i Catalogue of Life.